# Huertea
Huertea là một chi thực vật thuộc họ Tapisciaceae nhưng vị trí của nó trong các phân loại truyền thống là thuộc họ Staphyleaceae.

## Các loài
Chi này có các loài sau (tuy nhiên danh sách này có thể chưa đủ):
- Huertea cubensis, Griseb.
- Huertea glandulosa
- Huertea granadina
- Huertea putumayensis